# Otte Steensen Brahe
Otte Steensen Brahe til Næsbyholm (12. april 1578 - 5. juli 1651) var en dansk godsejer, søn af rigsråden Steen Brahe og Birgitte Rosenkrantz.
Otte Steensen Brahe studerede ved forskellige fremmede universiteter som Rostock, Heidelberg, Strasburg, Basel og Genf og berejste desuden Frankrig, England og Skotland; i et par år gjorde han tjeneste ved kurfyrst Frederik IV af Pfalz' hof. Derpå deltog han i Kalmarkrigen og blev fændrik ved det sjællandske kompagni af rostjenesten. Han samlede en stor del gods til Næsbyholm og blev 1622 ejer af Ravnholt på Fyn, hvilken gård han dog kort efter solgte til Holger Rosenkrantz til Rosenholm. 1632 udgav han en samling hus- og kirkebønner. Gift 1. 1603 med Margrethe Hansdatter Krafse (død 1614), 2. 1618 med Karen Knudsdatter Rud (død 14 dage efter brylluppet), 3. 1619 med Anne Nielsdatter Bild (død 1656).